# ایتامباکوری
ایتامباکوری (به پرتغالی: Itambacuri) یک منطقهٔ مسکونی در برزیل است که در میناز ژرایس واقع شده‌است. ایتامباکوری ۲۳٬۲۰۹ نفر جمعیت دارد.